# Weißenkirchen im Attergau
Weißenkirchen im Attergau – gmina w Austrii, w kraju związkowym Górna Austria, w powiecie Vöcklabruck. 1 stycznia 2015 liczyła 942 mieszkańców.